# Marion Romanelli
Marion Romanelli est une footballeuse française, née le 24 juillet 1996 à Aix-en-Provence dans les Bouches-du-Rhône. Elle évoluait au poste de défenseur. En juin 2020, à seulement 23 ans, elle annonce mettre fin a sa carrière. Elle sort de sa retraite en 2023.

## Biographie

### Carrière en club

#### Formée en Provence (2002-2011)
Née à Aix-en-Provence, c'est dans sa région d'origine que Marion Romanelli commence le football à 5 ans au FC Lambescain, le club de football de la ville de Lambesc, située au cœur de la Provence. Elle y joue 2 ans, puis rejoint pour une année l'US Pélican de la ville de Pélissanne dans l'agglomération de Salon-de-Provence. De benjamine à minime, la plus grande partie de sa formation a lieu au Luynes Sports (2005 à 2011) de sa ville natale d'Aix-en-Provence. Repérée par le staff de l’Équipe de France, elle intègre ensuite le Pôle France espoir de Clairefontaine et quitte les Bouches-du-Rhône pour le département voisin du Vaucluse en rejoignant le club de Division 2 du FCF Monteux-Vaucluse.

#### Une précocité étonnante (2011-2014)
De la même façon qu'elle joue "surclassée" dans les sélections juniors de l'Équipe de France, Marion Romanelli va faire preuve d'une étonnante précocité en club. À tout juste 15 ans, et pour sa première saison dans un championnat national, elle se fait immédiatement une place dans l'effectif de l'équipe première montilienne et participe à 17 matchs de Division 2, dont 13 comme titulaire, et 2 rencontres de Coupe de France (les deux comme titulaire). Elle marque 4 buts lors de sa première saison, le premier étant inscrit lors de la 4e journée, un carton 10-0 contre l'US Blanzynoise. Le club se classe à une bonne 3e place à l'issue de l'exercice.
La saison 2012-2013, marquée par le titre aux Championnats du Monde U17 en sélection, confirme son importance dans l'équipe type du FCF Monteux : quand elle ne joue pas en sélection nationale, elle est titulaire à quasiment toutes les rencontres des Montiliennes en Division 2 (16 matchs, 1 but, et 1 match de Coupe de France) et participe même avec l'équipe des moins de 19 ans du club, à deux rencontres du Challenge National U19 (2 buts). Le club termine cependant à une décevante 8e place en Championnat, loin derrière les Championnes de l'AS Muretaine. Quant à l'équipe U19, elle se classe 5e de sa poule.
La saison suivante, bien que décevante en sélection des moins de 19 ans avec une élimination précoce aux Championnats d'Europe, est bien remplie avec le FCF Monteux, puisque Marion participe à 21 matchs sur 22 (20 comme titulaire, 2 buts) de Division 2. Pour sa dernière saison au Vaucluse, elle laisse son club sur une bonne dynamique : son équipe accroche une solide 4e place, à 1 point de la 3e place occupée par le Claix Football, mais à plus de 20 points du leader et promu en Division 1, l'ASPTT Albi, avec qui Marion Romanelli s'engage pour la saison à venir.

#### La découverte de l'élite avec le promu albigeois (2014-2015)
Marion met peu de temps pour gagner la confiance de l'entraîneur albigeois, David Welferinger, puisque sur les dix premières journées de Division 1, elle est titularisée à 10 reprises, effectuant l'intégralité des rencontres de son équipe. Elle joue la quasi-totalité des matchs de son équipe cette saison. L'équipe, fraîchement promue, réalise une première saison dans l'élite correcte et termine 9e.

#### Retraite puis retour sur les terrains
En 2020 elle met un terme à sa carrière pour se concentrer sur ses études de kinésithérapeute. En 2023, alors en Espagne, Marion Romanelli décide de rechausser les crampons : d'abord avec un club amateur près de chez elle, puis avec l'UD Almeria, équipe évoluant en troisième division espagnole. A l'été 2023, elle s'engage avec Le Puy Foot 43 en troisième division française.

### Carrière internationale

#### En moins de 17 ans (2011-2013)
Marion Romanelli ne dispute aucune rencontre avec la sélection française des moins de 16 ans et, surclassée, intègre immédiatement l’Équipe de France des moins de 17 ans, où elle va s'imposer comme titulaire. Ainsi, elle a tout juste 15 ans lorsqu'elle rentre en deuxième mi-temps d'un match amical contre l’Écosse en septembre 2011 (victoire de la France 3-0).
La première campagne de Marion est l'Euro 2012 des moins de 17 ans où la France, vice-championne l'année précédente, a de grandes ambitions. Marion participera aux deux phases de qualification et à la phase finale  (5 matchs en tout), inscrivant son premier but en bleu face à la Norvège (victoire 4-0). Elle est titularisée lors de la large victoire des Bleuettes en demi-finale face à la Suisse (5-1), mais reste sur le banc lors de la finale perdue aux tirs-au-but face à l'Allemagne. Tout avait pourtant bien commencé pour les Françaises avec l'ouverture du score logique à la 57' de Kadidiatou Diani sur un corner de Candice Gherbi, mais les Allemandes redistribuèrent les cartes 10 minutes plus tard avec l'égalisation de Pauline Bremer sur la réception d'un coup franc.
Ce bon parcours à l'Euro 2012 permet cependant aux jeune Françaises de se qualifier pour la Coupe du monde des moins de 17 ans qui a lieu en fin d'année en Azerbaïdjan. Avec 2 matchs nuls et une large victoire sur la Gambie (10-2), Marion et ses partenaires s'extirpent d'une poule très relevée - où se trouvent États-Unis et Corée du Nord - en éliminant les Américaines pour une meilleure différence de but. Elles affrontent le Nigéria en quart-de-finale et, malgré une nette domination, n'écartent leurs valeureuses adversaires qu'aux tirs-au-but (5-3) sur un dernier penalty transformé par Marion Romanelli. Grâce à deux réalisation de Kadidiatou Diani (le 1er but venant d'un centre de Marion), les Françaises éliminent ensuite en demi-finale une autre nation africaine, le Ghana, surprenant vainqueur du Japon au tour précédent. Elles retrouvent la Corée du Nord en finale pour un remake du match de poule qui voit les Françaises dominer le premier acte et ouvrir le score par l'intermédiaire de Léa Declercq, puis progressivement baisser le pied physiquement et subir en fin de match. Les Coréennes égalisent finalement à la 79' sur une reprise en position de hors-jeu de Ri Un Sim, après une belle frappe enroulée de Hyang Sim Ri qui s'écrase sur la transversale de Romane Bruneau. Les Françaises font alors le dos rond jusqu'à la fin du match et l'emportent finalement lors d'une longue séance de tirs-au-but (7-6) qui voit Romane Bruneau s'illustrer en arrêtant deux tirs coréens. Du côté français, héroïne en quart-de-finale, Marion voit cette fois son tir arrêté par la portière coréenne et reste prostrée au milieu des siennes jusqu'à la libération finale. Les Bleuettes, menées entre autres par Sandie Toletti, Ghoutia Karchouni et Griedge Mbock, sont Championnes du monde. Titulaire indiscutable au poste d'arrière latérale droite de l'équipe de Guy Ferrier, Marion Romanelli participe aux 6 matchs de la compétition, en intégralité.
Marion retrouve la sélection des moins de 17 ans pour une dernière campagne début 2013 : les phases qualificatives pour la nouvelle édition des Championnats d'Europe U17. Elle participe à la victoire face à l’Irlande du Nord (3-1) et au dernier match de la campagne face à l'Espagne, un match nul (1-1) qui élimine le Françaises au profit de leurs adversaires pour une moins bonne différence de but.

#### En moins de 19 ans (2013- ~ )
Toujours surclassée, Marion Romanelli n'a que 17 ans lorsqu'elle est appelée fin 2013 pour participer aux Championnats d'Europe 2014 des moins de 19 ans. Lors de la 1re phase qualificative, Marion et ses partenaires écartent facilement la Slovaquie (4-0) et la Bulgarie (7-0). Mais malgré un excellent tournoi de préparation de La Manga en 2014, où les Françaises obtiennent des victoires concluantes face au Danemark (2-0), à l'Angleterre (3-2) et aux États-Unis (1-0), elles échouent lors de l'ultime match de la deuxième phase qualificative face à la Suède (1-0, but à la 88' de la Suédoise Stina Blackstenius).
Marion fait ensuite partie du groupe de 28 joueuses appelé fin 2014 par Gilles Eyquem en préparation de la nouvelle échéance européenne des moins de 19 ans. Cette compétition est d'autant plus importante qu'elle est qualificative pour la Coupe du monde 2016 des moins de 20 ans.

#### Equipe de France A
Elle est convoquée en équipe de France A en janvier 2018, mais se blesse à l'entraînement (rupture des ligaments croisés).

## Statistiques et palmarès

### Statistiques
Le tableau suivant présente, pour chaque saison, le nombre de matchs joués et de buts marqués dans le championnat national, en Coupe de France (Challenge de France) et éventuellement en compétitions internationales. Le cas échéant, les sélections nationales sont indiquées dans la dernière colonne.
| Saison    | Club        | Championnat | Championnat | Championnat | Coupe nationale | Coupe nationale | Coupe nationale | Sélections nationales | Sélections nationales | Sélections nationales |
| Saison    | Club        | Type        | Matchs      | Buts        | Type            | Matchs          | Buts            | Type                  | Matchs                | Buts                  |
| 2011-2012 | FCF Monteux | D2          | 17          | 4           | CdF             | 2               | 0               | U17                   | 9                     | 1                     |
| 2012-2013 | FCF Monteux | CNF19 + D2  | 2 + 16      | 2 + 1       | CdF             | 1               | 0               | U17                   | 10                    | 0                     |
| 2013-2014 | FCF Monteux | D2          | 21          | 2           | CdF             | -               | -               | U19                   | 8                     | 0                     |
| 2014-2015 | ASPTT Albi  | D1          | 10          | 0           | CdF             | -               | -               | -                     | -                     | -                     |

### Palmarès

#### En sélection
- France U20
  - Vice-championne du Monde des moins de 20 ans : 2016 en Papouasie-Nouvelle-Guinée
- France U17
  - Championne du Monde des moins de 17 ans : 2012 en Azerbaïdjan
  - Vice-championne d'Europe des moins de 17 ans : 2012 en Suisse